# Línea Roja (Tren Metropolitano de Cochabamba)
La Linea Roja es una de las dos líneas en funcionamiento del Mi Tren, en la Región metropolitana de Kanata en Bolivia.
Abierta al público el 13 de septiembre de 2022 junto con la línea Verde, se extiende a lo largo de 5,5 kilómetros entre la Estacion Central San Antonio y la estación Agronomía, por la zona de la Facultad de Ciencias Agrícolas, Pecuarias y Forestales de la Universidad Mayor de San Simón.
Por ahora, circula exclusivamente en el territorio del municipio de Cochabamba, pero tiene planes de extenderse a futuro.

## Historia
La línea Roja es una de las tres primeras líneas propuestas en el proyecto original del tren metropolitano junto con la Verde y la Amarilla.
Fue inaugurada junto a la línea Verde el 13 de septiembre de 2022, y a diferencia de la otra, circuló entre terminales desde el primer día.
Fue gratuito hasta el 16 de noviembre, cuando comenzó a cobrar de 3,50 y 2 bolivianos en pasajes adultos y preferencial respectivamente.
El 1° de abril de 2023 la Unidad Técnica de Ferrocarriles anunció su expansión hacia La Cancha por el norte, y hacía Ushpa Ushpa por el sur.
En abril de 2024 se inicio las operaciones comerciales desde la estación de San Antonio hasta la parada Santa Vera Cruz.

## Estaciones
La estación principal es la Estación Central San Antonio, la cual fue construida para el tranvía histórico (1910-1948). En la actualidad existe la estación antigua, la cual servía al tranvía histórico, fue declarada patrimonio municipal por el Concejo Municipal en 2015, y alberga oficinas de ENFE Residual; y la estación nueva, construida para Mi Tren.
| Estación                              | Puesta en marcha         | Estación                |
| ------------------------------------- | ------------------------ | ----------------------- |
| Estación Central Antigua "Cochabamba" | 14 de septiembre de 2023 | Terminal de combinación |
| Estación Central San Antonio          | 13 de septiembre de 2022 | Terminal de combinación |
| El Arco                               | 13 de septiembre de 2022 | De paso                 |
| Santa Bárbara                         | 13 de septiembre de 2022 | De paso                 |
| Alejo Calatayud                       | 13 de septiembre de 2022 | De paso                 |
| OTB Universitario                     | 13 de septiembre de 2022 | De paso                 |
| Politécnico                           | 13 de septiembre de 2022 | De paso                 |
| El Molino                             | 13 de septiembre de 2022 | De paso                 |
| Santa Vera Cruz                       | 26 de abril de 2024      | De paso                 |
| Kiñiloma                              | En Construcción          | De paso                 |